# ألونسو سانشيز كويلو
ألونسو سانشيز كويلّو (بالإسبانية: Alonso Sánchez Coello) هو رسام إسباني، ولد في 1531 في Benifairó de les Valls ‏ في إسبانيا، وتوفي في 8 أغسطس 1588 في مدريد في إسبانيا.

## معرض صور

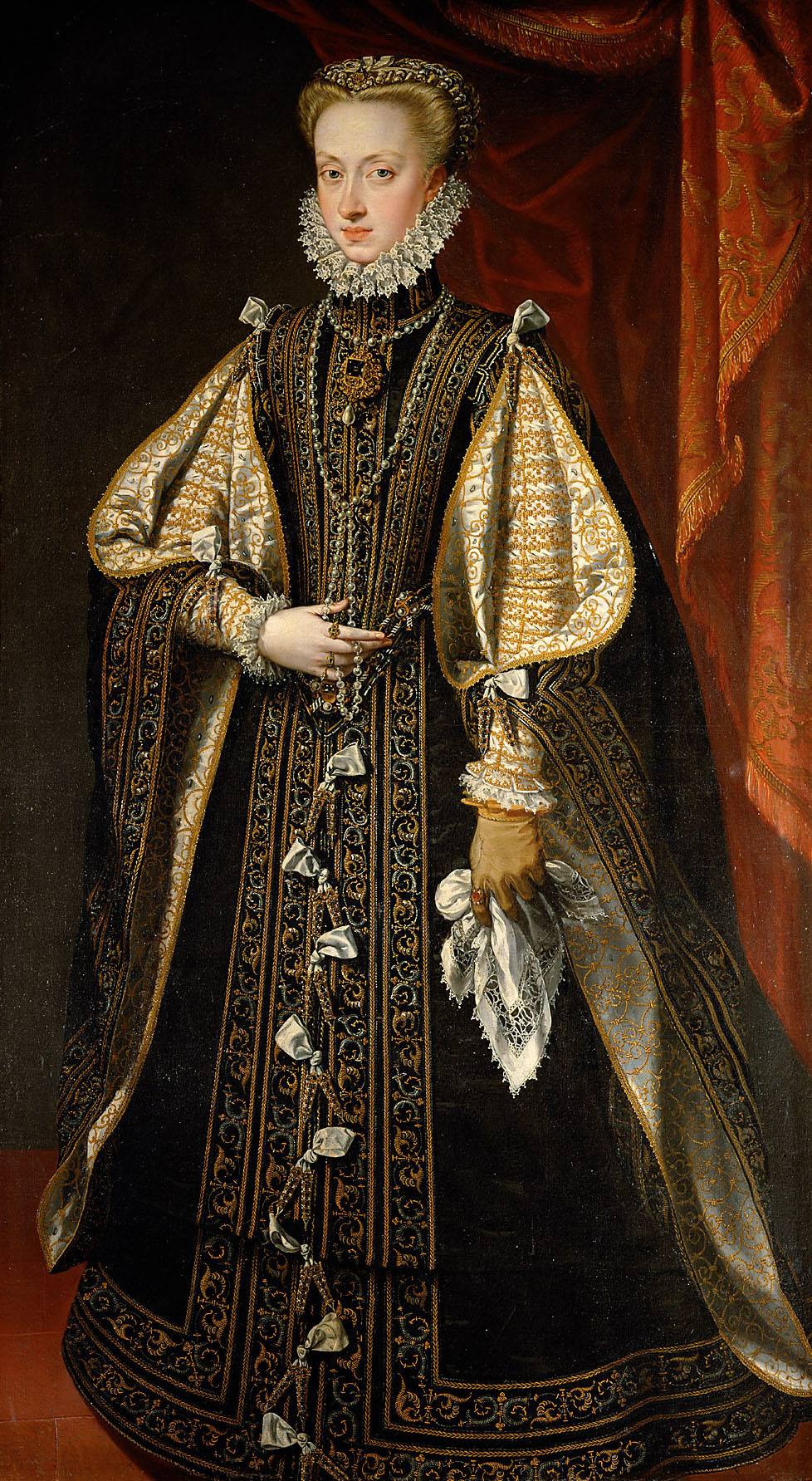
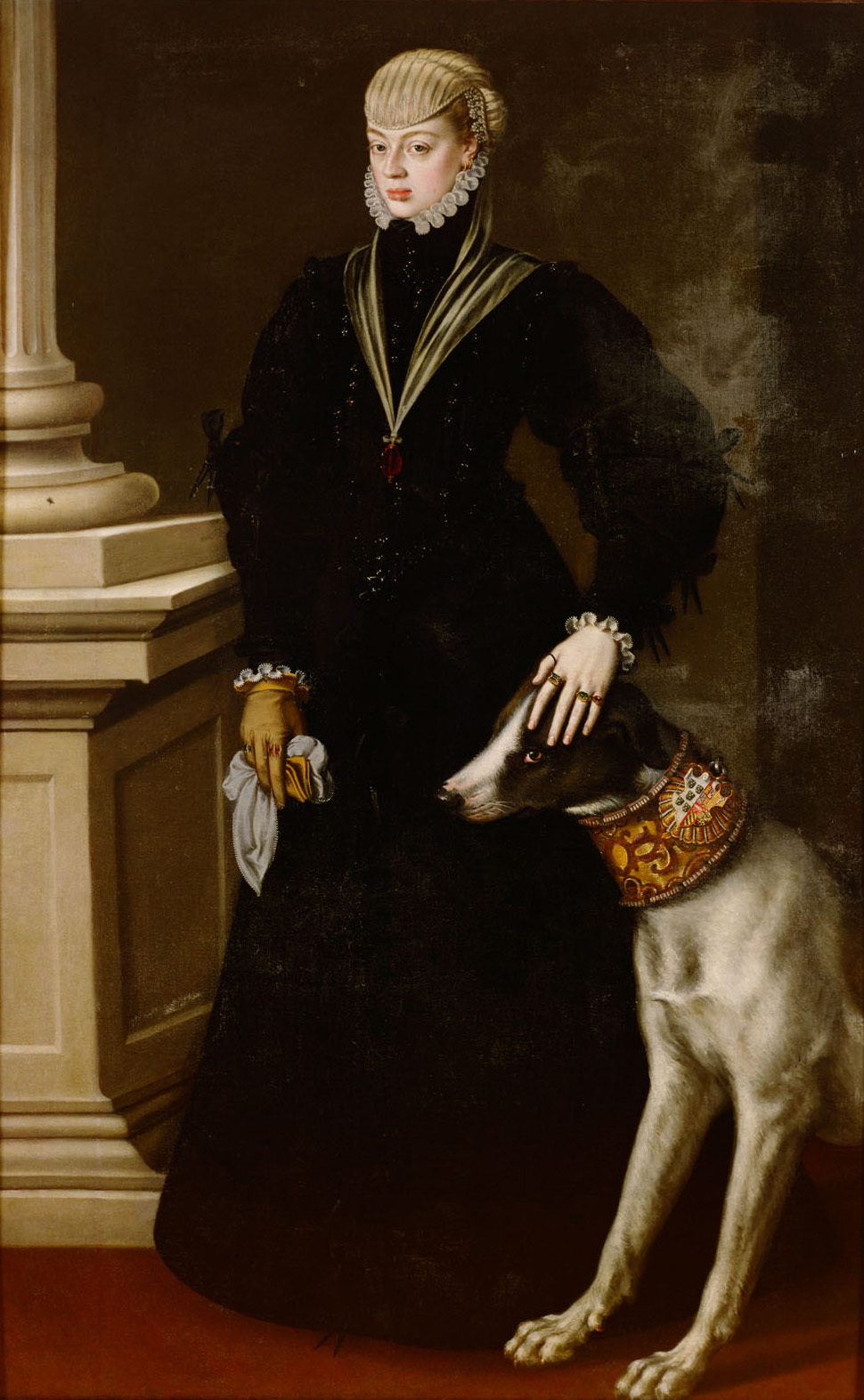
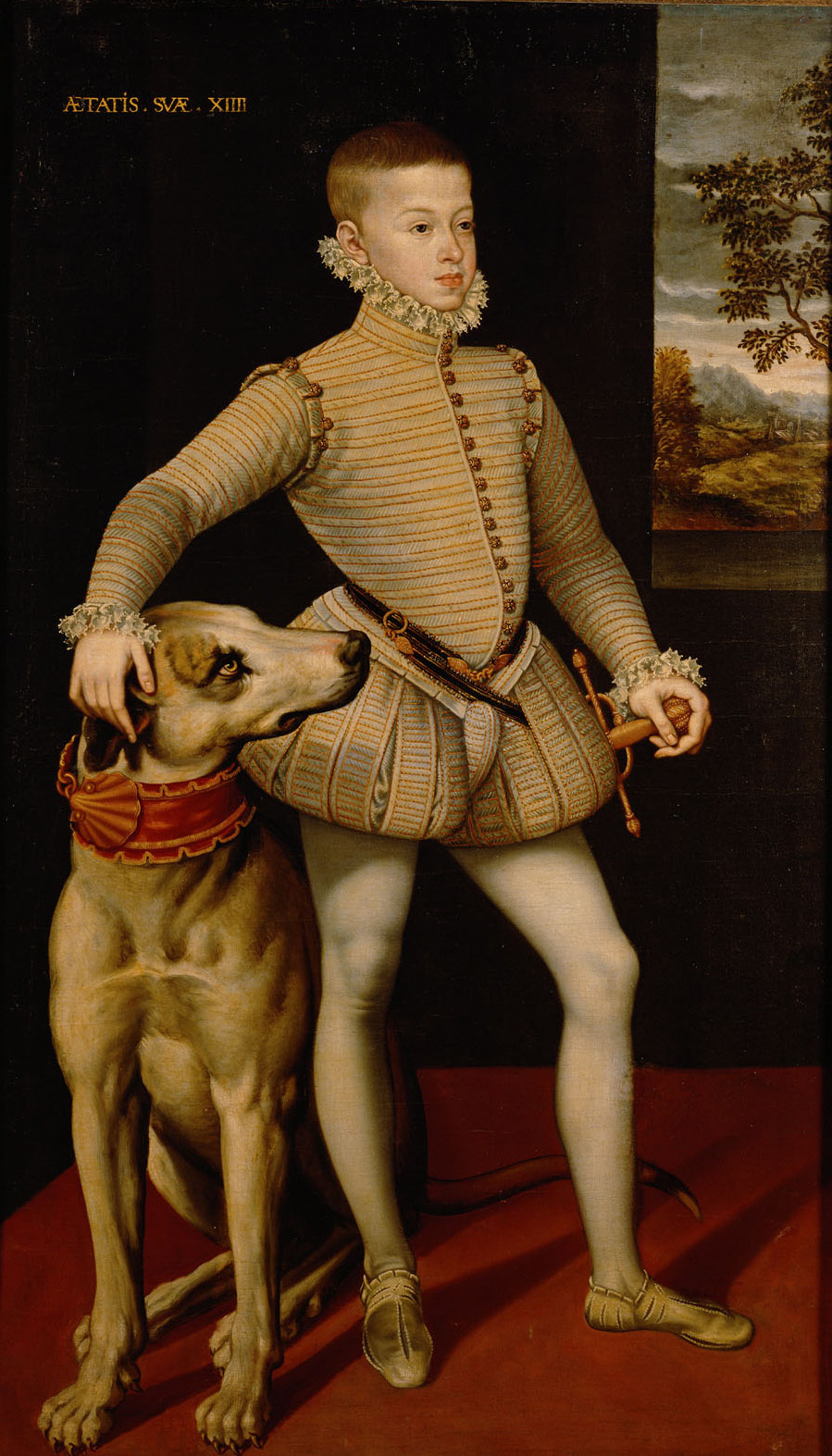
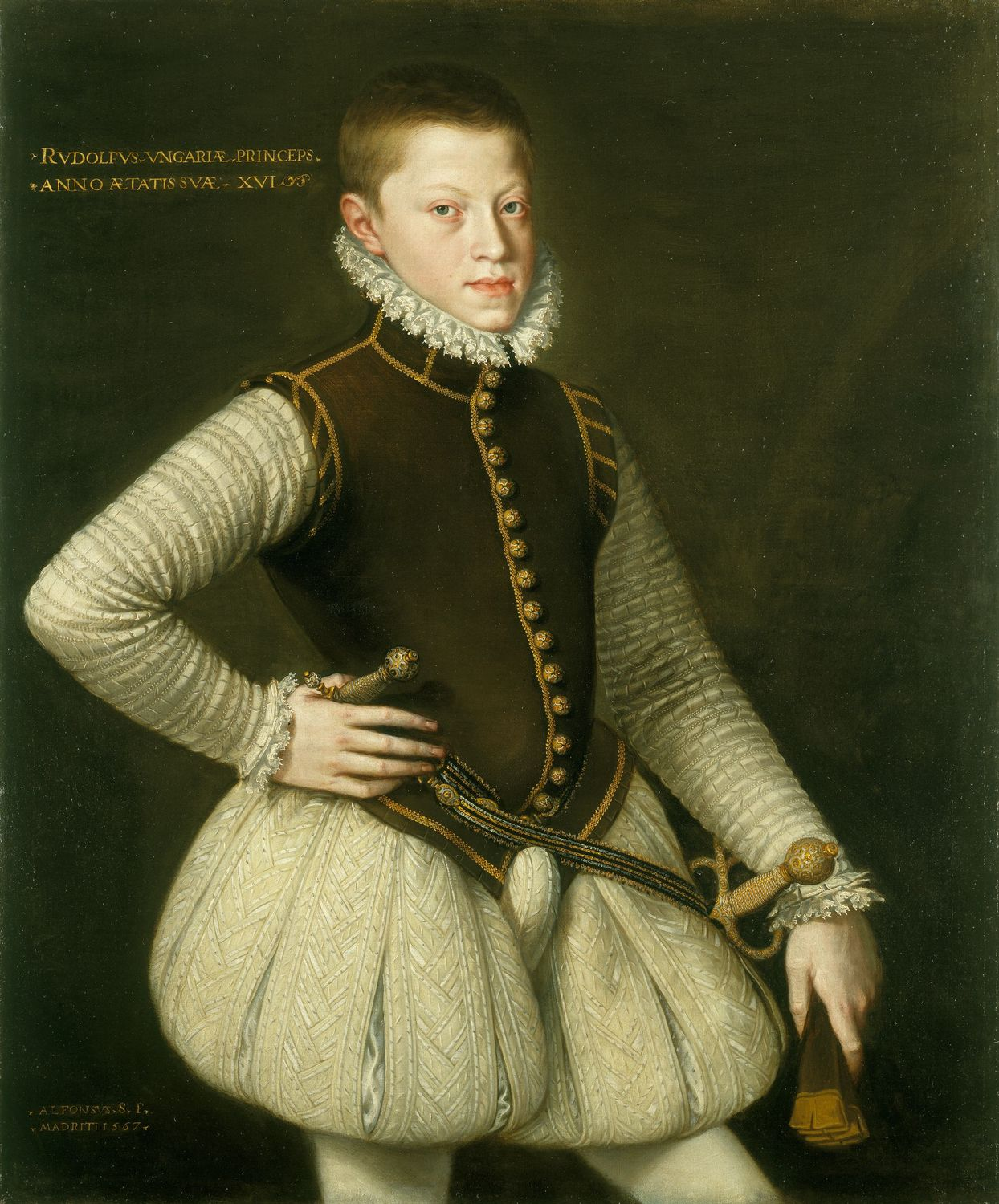
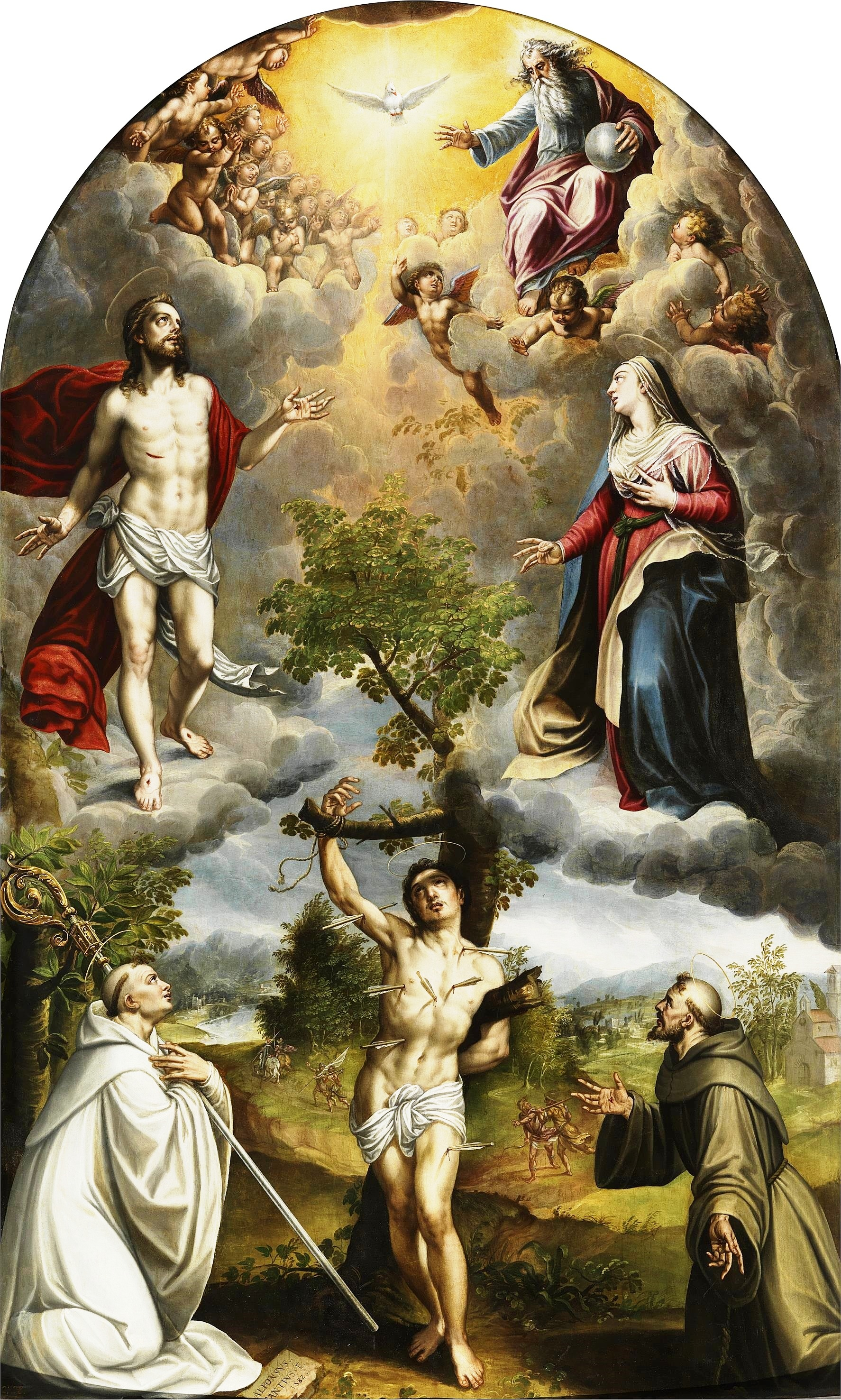

## وصلات خارجية
- ألونسو سانشيز كويلو على موقع الموسوعة البريطانية (الإنجليزية)
- ألونسو سانشيز كويلو على موقع ميوزك برينز (الإنجليزية)
- ألونسو سانشيز كويلو على موقع ديسكوغز (الإنجليزية)